# 再生医療等の安全性の確保等に関する法律
再生医療等の安全性の確保等に関する法律（さいせいいりょうとうのあんぜんせいのかくほとうにかんするほうりつ、平成25年11月27日法律第85号）は、日本における、再生医療等に用いられる再生医療等技術の安全性の確保および生命倫理への配慮に関する法律である。
2014年（平成26年）11月25日に「医薬品、医療機器等の品質、有効性及び安全性の確保等に関する法律」(以下、「医薬品医療機器等法」）と併せて、行政不服審査法（平成26年法律第68号）の施行の日から施行された。本法と、「医薬品医療機器等法」を合わせて「再生医療関連法」と呼ぶ。
目的は、「再生医療等に用いられる再生医療等技術の安全性の確保及び生命倫理への配慮（以下「安全性の確保等」という。）に関する措置その他の再生医療等を提供しようとする者が講ずべき措置を明らかにするとともに、特定細胞加工物の製造の許可等の制度を定めること等により、再生医療等の迅速かつ安全な提供及び普及の促進を図り、もって医療の質及び保健衛生の向上に寄与すること」にある（1条）。この趣旨に基づき、第一種または第二種再生医療等提供計画を提出後に、再生医療等を提供するよう定めている。
再生医療等の提供または再生医療等で使用する特定細胞加工物の製造を行う場合は、事前に手続きが必要。

## 定義

### 再生医療等
- 再生医療等技術を用いて行われる医療
- 医薬品医療機器等法第80条の2第2項に規定する治験に該当するものを除く

### 再生医療等技術
次に掲げる医療に用いられることが目的とされている医療技術で、細胞加工物を用いるもののうち、その安全性の確保等に関する措置その他のこの法律で定める措置を講ずることが必要なものとして政令で定めるものをいう。
1. 人の身体の構造又は機能の再建、修復又は形成
2. 人の疾病の治療又は予防

ただし、再生医療等製品（医薬品医療機器等法で承認を受けた再生医療等製品）のみを当該承認の内容に従い用いるものを除く。

### その他の定義
細胞
細胞加工物の原材料となる人又は動物の細胞
細胞加工物
人又は動物の細胞に培養その他の加工を施したもの
特定細胞加工物
再生医療等に用いられる細胞加工物のうち再生医療等製品であるもの以外のもの
製造
人又は動物の細胞に培養その他の加工を施すこと
細胞培養加工施設
特定細胞加工物の製造をする施設
認定再生医療等委員会
再生医療等技術や法律の専門家等の有識者からなる合議制の委員会で、一定の手続により厚生労働大臣の認定を受けたもの
特定認定再生医療等委員会
認定再生医療等委員会のうち、特に高度な審査能力、第三者性を有するもの。

### 第一種再生医療等技術
- 人の生命及び健康に与える影響が明らかでない又は相当の注意をしても人の生命及び健康に重大な影響を与えるおそれがあることから、その安全性の確保等に関する措置その他のこの法律で定める措置を講ずることが必要なものとして厚生労働省令で定める再生医療等技術。
- 提供計画について、特定認定再生医療等委員会の意見を聴いた上で、厚生労働大臣に提出して実施。
- 一定期間の実施制限期間を設け、その期間内に、厚生労働大臣が厚生科学審議会の意見を聴いて安全性等について確認。
- 安全性等の基準に適合していないときは、計画の変更を命令。

第一種再生医療等
第一種再生医療等技術を用いて行われる再生医療等。
人の胚性幹細胞（ES細胞）、人工多能性幹細胞、人工多能性幹細胞様細胞（iPS細胞等）
遺伝子を導入する操作を行った細胞又は当該細胞
動物の細胞
投与を受ける者以外の人の細胞

### 第二種再生医療等技術
- 相当の注意をしても人の生命及び健康に影響を与えるおそれがあることから、その安全性の確保等に関する措置その他のこの法律で定める措置を講ずることが必要なものとして厚生労働省令で定める再生医療等技術（第二種再生医療等技術に該当するものを除く。）
- 提供計画について、特定認定再生医療等委員会の意見を聴いた上で、厚生労働大臣に提出して実施。

第二種再生医療等
第二種再生医療等技術を用いて行われる再生医療等。
体性幹細胞等で培養を行っているもの
人の身体の構造又は機能の再建、修復又は形成を目的とするもので培養を行っているもの
細胞の相同利用ではないもの

### 第三種再生医療等技術
- 第一種再生医療等技術及び第二種再生医療等技術以外の再生医療等技術
- 提供計画について、認定再生医療等委員会の意見を聴いた上で、厚生労働大臣に提出して実施。

第三種再生医療等
第三種再生医療等技術を用いて行われる再生医療等。
体細胞等。
細胞の相同利用（腹部から脂肪細胞を採取し、当該細胞から脂肪組織由来幹細胞を分離して、乳癌の術後の患部に乳房再建目的で投与すること、等）

### 特定細胞加工物製造事業者
下記のいずれか
- 特定細胞加工物の製造の許可を受けた者。細胞培養加工施設ごとに、厚生労働大臣の許可を受けなければならない。3年を下らない政令で定める期間ごとにその更新を受けなければならない（第35条第1項）
- 外国において、本邦において行われる再生医療等に用いられる特定細胞加工物の製造をしようとする者。細胞培養加工施設ごとに、厚生労働大臣の認定を受けることができる（第39条第1項）
- 特定細胞加工物の製造をしよう届出をした者。細胞培養加工施設ごとに、次に掲げる事項を厚生労働大臣に届け出なければならない（第40条第1項）
  - 細胞培養加工施設（病院若しくは診療所に設置されるもの、医薬品医療機器等法第23条の22第1項の許可（厚生労働省令で定める区分に該当するものに限る。）を受けた製造所に該当するもの
  - 移植に用いる造血幹細胞の適切な提供の推進に関する法律第30条第1項の臍帯血供給事業の許可を受けた者が臍帯血供給事業の用に供するものに限る。

## 再生医療等提供計画
あらかじめ、第一種再生医療等、第二種再生医療等及び第三種再生医療等のそれぞれにつき厚生労働省令で定める再生医療等の区分ごとに、厚生労働大臣に提出しなければならない（第4条）。

## 罰則
懲役若しくは罰金に、又はこれを併科する規定がある（第59〜64条）。
- 再生医療等提供計画を提出せず、又はこれに記載すべき事項を記載せず、若しくは虚偽の記載をしてこれを提出して、再生医療等を提供した者
- 許可を受けないで特定細胞加工物の製造をした者
- 届出をしないで、又は虚偽の届出をして、特定細胞加工物の製造をした者
- 報告をせず、若しくは虚偽の報告をし、立入検査を拒み、妨げ、若しくは忌避し、又は第五十二条第一項若しくは質問に対し、正当な理由なしに答弁せず、若しくは虚偽の答弁をした者

など